# Prem Lalwani
Pour les articles homonymes, voir Lalwani.
Prem Lalwani est un producteur, réalisateur et scénariste indien de Bollywood.

## Filmographie
- Aatank (1996) (producteur,  réalisateur) (Prem H. Lalwani)
- Guddu (1995) (producteur, réalisateur et scénariste)
- Bahurani (1989) (producteur)
- Teri Payal Mere Geet (1989) producteur) (Prem C. Lalwani)
- Mera Karam Mera Dharam (1987) (producteur)
- Aanchal (1980) (producteur)